# Petełowo
Petełowo (bułg. Петелово) – wieś w Bułgarii, w obwodzie Kyrdżali, w gminie Czernooczene. Według danych szacunkowych Ujednoliconego Systemu Ewidencji Ludności oraz Usług Administracyjnych dla Ludności, 15 czerwca 2020 roku miejscowość liczyła 241 mieszkańców.